# Пресняков, Михаил Иванович
Михаил Иванович Пресняков (10.10.1922, Нижегородская область — 12.09.2005, Херсон) — разведчик взвода пешей разведки 1065-го стрелкового полка, сержант — на момент последнего представления к награждению орденом Славы.

## Биография
Родился 10 октября 1922 года в селе Большие Поляны Большеболдинского района Нижегородской области. Окончил сельскую начальную школу. С 1939 года жил в селе Бобровка Троицкого района Челябинской области, работал трактористом в колхозе.
В апреле 1941 года был призван в Красную Армию Троицким райвоекоматом. В боях Великой Отечественной войны с июля 1941 года. Весь боевой путь прошел в составе 1065-го стрелкового полка 272-й стрелковой дивизии, воевал на Северном, Карельском и 2-м Белорусском фронтах. br>
В начале декабря 1941 года линия фронта между Ладожским и Онежским озёрами, где вела боевые действия дивизия, стабилизовалась. До лета 1944 года войска здесь стояли в обороне. Почти 3 года тяжелой окопной жизни на переднем крае, бои местного значения, ночные разведывательные поиски, боевые дежурства. К лету 1944 года ефрейтор Пресняков воевал уже разведчиком взвода пешей разведки.
В середине июня 1944 года противник, установив подготовку советских войск к наступлению в Южной Карелии, намеревался скрытно отвести свои войска за реку Свирь. Но разведка обнаружила отход врага. Преследуя его, советские войска к исходу 20 июня вышли к южному берегу Свирь. На следующий день после мощной артиллерийской и авиационной подготовки началось форсирование реки, 272-я стрелковая дивизия форсировала водную преграду в районе населенного пункта Лодейное Поле.
21 июня 1944 года ефрейтор Пресняков в составе отделения разведки одним из первых высадился на противоположный берег реки Свирь и ворвался во вражескую траншею. Прокладывая дорогу гранатами и автоматным огнём, разведчики вышли в тыл врага, дезорганизовали его оборону. Встретив подразделение белофиннов, выдвигавшееся из глубины к переднему краю, разведчики атаковали его, нанесли большие потери и заставили в беспорядке отступить. В этом бою ефрейтор Пресняков лично уничтожил пять вражеских солдат и вместе с товарищами двух взял в плен. В тот же день Пресняков вынес с поля боя тяжелораненого командира и оказал ему первую помощь.
Приказом командира 272-й стрелковой дивизии от 17 июля 1944 года ефрейтор Пресняков Михаил Иванович награждён орденом Славы 3-й степени.
После выхода Финляндии из войны дивизия находилась в резерве и в феврале 1945 года была переведена на 2-й Белорусский фронт для участия в Восточно-Померанской операции. 19-я армия, в состав которой входила 272-я стрелковая дивизия, действовала на направлении главного удара фронта. Войска перешли в наступление и стремительно продвигались вперед.
26 февраля 1945 года ефрейтор Пресняков в составе группы поиска пробрался в тыл неприятеля в районе города Бублиц. Разведчики ночью проникли в город и дезорганизовали вражескую оборону. Дерзкими ударами с тыла они уничтожали огневые точки, противотанковые средства и сеяли панику. Пресняков в ночном бою на юго-восточной окраине города уничтожил огневую точку противника и истребил одиннадцать противников. Не менее действовали и его боевые товарищи. Это позволило стрелковым подразделениям ворваться в город и очистить его от противника.
Разведчики, как и положено, в ходе наступления все время шли впереди линейных подразделений. Пресняков в составе разведывательной группы одним из первых проник в город Варнин, атаковал противника и захватил в плен трех вражеских солдат. За эти бои был представлен к награждению орденом Славы.
В завершающих боях по разгрому восточно-померанской группировки противника сержант Пресняков и руководимые им разведчики, действуя впереди стрелковых подразделений, уничтожили несколько десятков противников и около двухсот взяли в плен. 28 марта в боях за город Гдыня скрытно подобрался к дому, где засели автоматчики, и забросал их противотанковыми гранатами. Было убито до 10 вражеских солдат. Был вновь представлен к награждению орденом Славы.
Приказом по войскам 19-й армии от 19 апреля 1944 года ефрейтор Пресняков Михаил Иванович награждён орденом Славы 2-й степени.
Боевой путь сержант Преснякова закончился на берегах Данцигской бухты, где части 19-й армии вели последние бои. Всего за годы войны разведчик Пресняков захватил 28 вражеских «языков», был трижды ранен и каждый раз возвращался в свою часть.
Приказом от 27 мая 1945 года сержант Пресняков Михаил Иванович награждён орденом Славы 2-й степени.
В 1947 году был демобилизован, вернулся на Урал. С 1947 по 1950 годы работал бригадиром тракторной бригады Ключевской МТС, затем колхоза им. К. Е. Ворошилова села Бобровка Троицкого района Челябинской области. В 1947 году окончил 7 классов вечерней школы в городе Троицк.
В 1950 году переехал в Чкаловск, работал бульдозеристом на завод по переработке урановых руд. В октябре 1957 года вернулся в город Троицк, в течение года работал бульдозеристом на ГРЭС.
Указом Президиума Верховного совета СССР от 31 марта 1956 года в порядке перенаграждения Пресняков Михаил Иванович награждён орденом Славы 1-й степени. Стал полным кавалером ордена Славы.
В 1958 году переехал в город Рудный. Здесь до выхода на пенсию в 1977 году работал бригадиром шагающего экскаватора на Соколовско-Сарбайском горно-обогатительном комбинате.
В 1978 году переехал в город Херсон. Скончался 12 сентября 2005 года.
Награждён орденами Отечественной войны 1-й степени, Трудового Красного Знамени, Славы 3-х степеней, украинским орденом Богдана Хмельницкого, медалями; знаком «Шахтерская слава».